# Mariengrotte (Dienstadt)

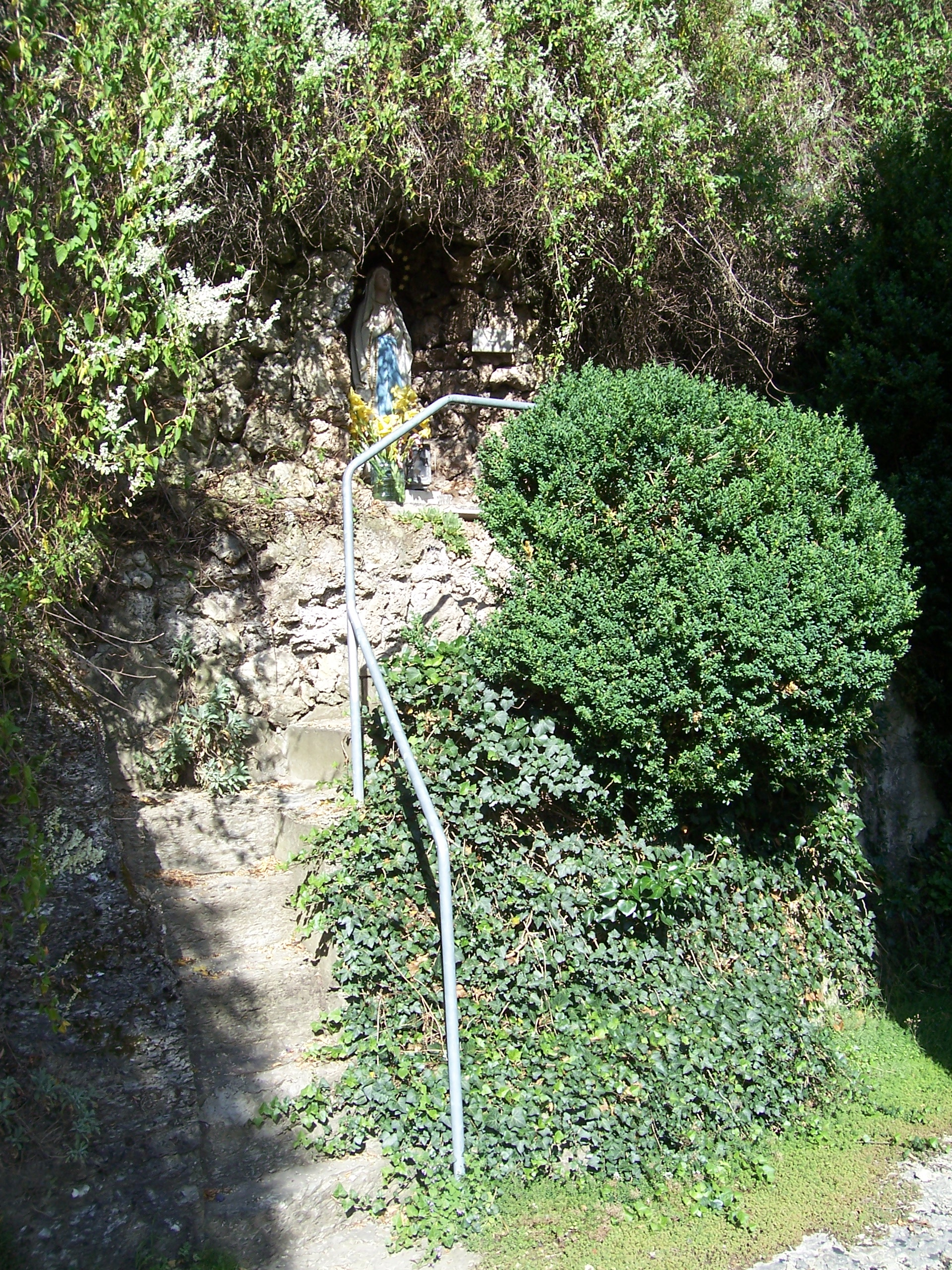
Lourdes-Grotte in Dienstadt

Die Mariengrotte (auch Lourdesgrotte genannt) in Dienstadt, einem Stadtteil von Tauberbischofsheim im Main-Tauber-Kreis, wurde im 20. Jahrhundert erbaut.

## Lage
Die Mariengrotte befindet sich am Unterdorf 9, an einer hinter der Pfarrkirche St. Jakobus hochragenden Felsenwand.

## Geschichte
Im Jahre 1936 ließ der damalige Kaplan Maier hinter der Dienstädter Kirche eine Mariengrotte errichten. Die Mariengrotte liegt im Bereich der Seelsorgeeinheit Tauberbischofsheim, die dem Dekanat Tauberbischofsheim des Erzbistums Freiburg zugeordnet ist. Die Mariengrotte ist ein Kulturdenkmal der Stadt Tauberbischofsheim und steht als sonstiges Denkmal unter Denkmalschutz.